# Chiolokcha
Chiolokcha (en russe : Шё́локша) est un village de Russie dans le raïon de Kstovo de l'oblast de Nijni Novgorod. Il fait partie du conseil rural de Tchernoukha.

## Géographie
Le village se trouve dans la partie centrale de l'oblast de Nijni Novgorod dans une zone de forêts de feuillus et de conifères, au bord de la rivière Chiolokchonka, à environ 4 km à vol d'oiseau au sud-sud-ouest du chef-lieu d'arrondissement Kstovo, à 98 mètres d'altitude.
Climat
Le climat est caractérisé comme continental tempéré, avec des étés courts et modérément chauds et des hivers froids et neigeux. La température annuelle moyenne est de 3,6 °C. La température moyenne de l'air du mois le plus chaud (juillet) est de 18,4 °C (le maximum absolu est de 39 °C) ; le plus froid (janvier), −11,8 °C (minimum absolu −40 °C). Les précipitations annuelles moyennes sont de 500 mm, dont 410 mm entre avril et octobre. Une couverture de neige stable s'établit dans la troisième décade de novembre et dure environ 154 jours.
Fuseau horaire
Le fuseau horaire est celui de Moscou.

## Population
- 2002: 2243 habitants
- 2010: 2254 habitants